# Estación de Alboraia Peris Aragó
Alboraia Peris Aragó (anteriormente Alboraya-Peris Aragó) es una estación de las líneas 3 y 9 de Metrovalencia situada en el barrio Rei en Jaume de Alboraya. La actual estación subterránea se inauguró el 12 de diciembre de 2010. Desde 1995 hasta la fecha, la misma estación se encontraba en superficie, llamándose solamente Alboraya.